# Bistum Karolinen
Das Bistum Karolinen (lat.: Dioecesis Carolinensium) ist eine in Mikronesien gelegene römisch-katholische Diözese mit Sitz in Chuuk.

## Geschichte
Das Bistum Karolinen wurde am 19. Dezember 1905 durch Papst Pius X. aus Gebieten der aufgelösten Mission sui juris Ost-Karolinen und der aufgelösten Mission sui juris West-Karolinen als Apostolische Präfektur Karolinen errichtet, welche beide am 15. Mai 1886 aus dem Apostolischen Vikariat Mikronesien heraus gegründet wurden. Am 1. März 1911 wurde die Apostolische Präfektur Karolinen durch Pius X. zum Apostolischen Vikariat erhoben. Zudem wurde dem Apostolischen Vikariat das Territorium der aufgelösten Apostolischen Präfektur Marianen angegliedert. Am 4. Mai 1923 wurde dem Apostolischen Vikariat Marianen und Karolinen das Territorium der aufgelösten Apostolischen Präfektur Marshallinseln angegliedert. Das Apostolische Vikariat Marianen, Karolinen und Marshallinseln gab am 4. Juli 1946 das Territorium der Marianen an das Apostolische Vikariat Guam ab und wurde in Apostolisches Vikariat Karolinen und Marshallinseln umbenannt. 
Am 3. Mai 1979 wurde das Apostolische Vikariat Karolinen und Marshallinseln durch Papst Johannes Paul II. mit der Apostolischen Konstitution Tametsi Ecclesiae zum Bistum erhoben und in Bistum Karolinen-Marshallinseln umbenannt. Es wurde dem Erzbistum Agaña als Suffraganbistum unterstellt. Das Bistum Karolinen-Marshallinseln wurde am 23. April 1993 durch Johannes Paul II. mit der Apostolischen Konstitution Quo expeditius in das Bistum Karolinen und die Apostolische Präfektur Marshallinseln geteilt.

## Ordinarien

### Apostolische Vikare der Marianen und Karolinen
- Salvador-Pierre Walleser OFMCap, 1912–1919

### Apostolische Vikare der Marianen, Karolinen und Marshallinseln
- Santiago López de Rego y Labarta SJ, 1923–1938

### Apostolische Vikare der Karolinen und Marshallinseln
- Thomas John Feeney SJ, 1951–1955
- Vincent Ignatius Kennally SJ, 1956–1971
- Martin Joseph Neylon SJ, 1971–1979

### Bischöfe der Karolinen-Marshallinseln
- Martin Joseph Neylon SJ, 1979–1993

### Bischöfe der Karolinen
- Martin Joseph Neylon SJ, 1993–1995
- Amando Samo, 1995–2020
- Julio Angkel, seit 2020